# Bellambi, Hukeri
Bellambi là một làng thuộc tehsil Hukeri, huyện Belgaum, bang Karnataka, Ấn Độ.